# Gabelschwanz-Wellenläufer
Der Gabelschwanzwellenläufer (Hydrobates furcatus; Syn.: Oceanodroma furcatus) ist eine Vogelart aus der Gattung der Wellenläufer (Hydrobates), die im nördlichen Pazifik vorkommt.

## Merkmale und Verhalten
Der Gabelschwanzwellenläufer ist gänzlich blau-grau, auf der Unterseite und dem Rücken etwas heller als Kopf und Flügel, auffällig sind die dunkle Stirn und Augenregion sowie die schwarzen Flügelstreifen und Hand- und Armschwingen. Der Körper misst etwa 22 cm, die Flügelspanne beträgt ca. 46 cm, der Schwanz erscheint im Flug sehr lang. Er schlägt schnell und flach mit den Flügeln, oft gefolgt von Gleitphasen und macht gelegentlich kurze Tauchgänge um zu fischen.

## Verbreitung und Unterarten
Es werden zwei Unterarten unterschieden:
- Die Nominatform H. f. furcata aus Asien und den Aleuten ist etwas heller und größer als
- H. f. plumbea aus Nordamerika

Verbreitung

Sie brüten von den Kurilen bis zu den Inseln des nördlichen Kaliforniens.